# العلاقات الجزائرية اللبنانية
العلاقات الجزائرية اللبنانية  هي العلاقات الثنائية بين الجزائر ولبنان. لدى دولة لبنان سفارة في الجزائر العاصمة، بينما تحتفظ الجزائر بسفارة في بيروت.

## تاريخ العلاقات
تاريخ العلاقات بين الجزائر ولبنان يعود إلى فترة طويلة، حيث قامت الجزائر ولبنان بتطوير علاقات دبلوماسية وثقافية على مر العقود. يتميز هذا التاريخ بالتعاون في مجالات متنوعة، بما في ذلك العلاقات الاقتصادية والتبادل الثقافي.

## إتفاقيات التعاون
تم توقيع على اتفاقية للتعاون القضائي في المجال الجزائي وأخرى تتعلق بتسليم المجرمين في 26 فيفري 2022
تم تنصيب المجموعة البرلمانية للصداقة الجزائرية - اللبنانية في 08 مارس 2022